# من سيقرع القطة؟
من سيقرع القطة؟ هو كتاب مصور للأطفال لعام 2018 من تأليف باتريشيا ماكيساك ورسم كريستوفر سير. مبني على حكاية يجرس القطة، نُشر بواسطة هويلداي هاوس. يتعلق الأمر بمجموعة من الفئران التي ترضع قطة مرعبة جاحدة للجميل تدعى مربي، وتضع جرسًا حول عنقها للتحذير، كيف تمكنوا من طوق القطة.

## الاستقبال
حظي الكتاب بمراجعة في  مجلة بابليشرز ويكلي كتب "تضيف الرسوم التوضيحية السينمائية المورقة الدراما إلى رواية ماكيساك الراحل لحكاية إيسوب الكلاسيكية."  و مراجعات كيركس في مراجعة مميزة بنجمة، قارنته بالمنقذون. 
راجع كتاب من سيقرع القطة؟ أيضًا كل من مجلة بوكليست  ومجلة سكول لايبراري جورنال. ومجلة هورن بوك وصفحة الكتاب.

## الروابط الخارجية
- مقتنيات المكتبة من كتاب من سيقرع القطة؟